# Vinaja
A Vinaja (páli és szanszkrit nyelven, szó szerint 'kivezetés', 'oktatás', 'tan') egy szabálygyűjtemény a Buddhista szerzetes közösségek (szangha) számára. A szöveggyűjtemény a Vinaja-pitakában található. Buddha tanításai, avagy a Buddhadharma két nagy csoportra osztható: 'Dharma' – tan és 'Vinaja' – magaviselet. A buddhizmust nevezik dharmavinajának is.

## Áttekintés
A Vinaya legbelső lényege, hogy meghatározzon egy halmaznyi szabályt, aminek neve Patimokkha (páli), vagy Prátimoksa (szanszkrit). A Vinaját szájról szájra adták tovább Buddha tanítványai. Végül számos különböző Vinaja alakult ki a buddhizmusban, földrajzi illetve kulturális különbségek miatt és így alakultak ki a különböző buddhista iskolák. Ezek közül már csupán hármat használnak. Az összes Vinajának a lényege ugyanaz. Burmában, Kambodzsában, Laoszban, Srí Lankán és Thaiföldön a buddhisták a Théraváda Vinaját követik, melyben 227 szabály vonatkozik a bhikkhukra (szerzetesek) és 311 a bhikkhunikra (apácák, bár ez századokkal ezelőtt már kihalt – ellentmondásos kísérletek ugyan történtek mostanság az újra élesztése érdekében). Kínában, Koreában, Tajvanban és Vietnámban a Dharmaguptaka Vinaját (四分律) követik, melyben 250 szabály van a bhikkhuknak és 348 szabály a bhikkhuniknak.  Japán is technikailag ezt követi, azonban mivel ott sok szerzetes nős, őket inkább tekinthetjük papoknak (pl. kifejezetten szertartásokra szakosodtak).  Más japán papok csak a mahájána hagyománynál használatos bódhiszattva irányelveket követik. A tibeti és mongol buddhisták a Múlaszarvásztiváda Vinaját követik, amely 253 szabályt ír elő a bhikshuk számára és 364 szabályt a bhikshunik számára (de csupán elméletben, hiszen a női szerzetességet sosem vezették be Tibetben). Azonban a Dalai Lama felhatalmazta a tibeti hagyományt követők számára, hogy felkenekedjenek nővérnek, ott, ahol ez lehetséges. A patimokkha szabályok mellett léteznek még kiegészítő szabályok is.
Buddha folyamatosan emlékeztette követőit, hogy a szabályok spiritualitása számít. Másfelől a szabályok arra vannak, hogy elősegítsék a kielégítő életvitelt és tökéletes talajul szolgálnak a magasabb szintek eléréséhez szükséges elrugaszkodáshoz.
A szabályokat különféle szövegek egészítik ki. Néhányuk elmeséli a szabályok eredetét, míg más szövegek szútra-szerűek és Buddha tanításait tartalmazzák. Esetenként ismertebb történelmi személyek eseteiről szólnak, bizonyos esetben úgy, hogy felelevenednek híres viták és azok megoldásai is.
Állítólag kezdetben nem voltak szabályok, Buddha és tanítványai anélkül éltek teljes harmóniában. Az év túlnyomó részében magányosan vándoroltak, de évente egyszer, a monszun időszakában (amikor a gyaloglás lehetetlenné vált) a bhikkhuk összejöttek pár hónapra. Ahogy a szangha növekedett és egyben felhígult olyanokkal, akiknek nem sikerült megvilágosodniuk, szükségessé vált bizonyos szabályok kialakítása. Úgy tűnik, hogy ezek eleinte rugalmasak voltak és a szituációkhoz alkalmazkodtak. Buddha halálakor már egy nagy csokorral léteztek szabályok.

## Külső hivatkozások
- Sects & Sectarianism – The origins of Buddhist Schools Archiválva 2008. augusztus 20-i dátummal a Wayback Machine-ben
- Fordítások és szövegmagyarázatok a théraváda vinajáról (a vinaja rész – www.accesstoinsight.org)
- WikiVinaya projekt
- "Vinaya Texts (Part 1)," – Thomas William Rhys Davids és Hermann Oldenberg (ford.) ([1881]), eredetileg kiadta: Clarendon Press (Oxford).